# Rae-rae
Rae-rae su trans-žene muškog i ženskog spola u tahićanskoj kulturi, suvremenoj distinkciji koja potječe iz 1960-ih od Māhū (što znači "u sredini"), koja je tradicionalnija socijalna kategorija rodno ograničenih ljudi Polinezije. Petea je omalovažavajući izraz za cis-mušku homoseksualnost (sugerirajući "muškarce koji seksualno žele jedni druge") koji se koristi u Francuskoj Polineziji, za razliku od tradicionalne socijalne kategorije moe aikāne koja se koristi na Havajima.
Iako se mahu smatra sastavnim dijelom maorske tradicije, povijesti i kulture, rae-rae su općenito manje prihvaćeni u tahitijskom društvu. Smatraju se modernijim ekvivalentom drag queen-a zapadnog svijeta i nose negativnu konotaciju u vezi sa siromaštvom i seksualnim radom. Rae-rae može vjerojatnije od mahua podvrgnuti operaciji promjene spola između muškaraca i žena ili drugim kozmetičkim operacijama. Uz to, identitet rae-rae ima bliže veze s homoseksualnošću, za razliku od mahua, koji se više poistovjećuju sa ženstvenošću i "slatkoćom" i mogu položiti zavjet čistoće. Neki na Rae-rae vide utjecaj sa zapada (tj Francuska) kultura, dok su koncept i povijest mahua čisto polinezijski i netaknuti zapadnim idealima. Rae-rae je također kontroverzan pojam na Tahitiju jer ga neki smatraju nespojivim s dvije polinezijske kulturne ideje: prvo, da je nečiji rodni identitet definiran prije i na taj način određuje nečiju spolnost; i drugo, taj je spol nepromijenjen tijekom cijelog života. Međutim, neki znanstvenici sugeriraju da su prigovori rae-raeu možda posljedica kršćanskog utjecaja i morala seksualne skromnosti.
Ideja trećeg roda ili trećeg spola uobičajena je u mnogim kulturama. Rae-Rae na Tahitiju je sličan Kathoey u Tajlandu, Kothi i Hijra u Indiji, Femminiello u Italiji, Muxe u Meksiku, a Travesti u Južnoj Americi.

## Povijest
Priče prenošene Tahitijem sugeriraju da je u prošlosti bilo uobičajeno da obitelji s više djece odgajaju najstarijeg dječaka kao djevojčicu, kao Mahu. Mahu se puno više poštuje od rae-raea. Rae-rae je nastao kad su Francuzi došli u Polineziju 1960-ih.

## Rae-rae u havajskoj kulturi
Na mahu i rae-rae se na Havajima gleda manje blagonaklono u odnosu na Tahiti zbog seksualno represivnije kulture. Umjesto da se pravi razlika između tradicionalnog, kulturnog rodnog identiteta i modernijeg seksualnog identiteta, oboje su više marginalizirani i izopćeni iz društva.